# Mavuso I de Suazilandia
Mavuso I fue un rey de Suazilandia, nacido en 1625 y fallecido en 1680.
Fue padre de Magudulela de Suazilandia y de Ludvonga I de Suazilandia.
| Predecesor: Nkosi II | Rey de Suazilandia 1645-1680 | Sucesor: Magudulela |

- Datos: Q6007284